# Parlamento federale (Australia)
Il Parlamento federale (in inglese: Federal Parliament), noto anche come Parlamento del Commonwealth (Parliament of the Commonwealth) è, in Australia, l'organo costituzionale che detiene il potere legislativo; consiste del re, del Senato (camera alta) e della Camera dei rappresentanti (camera bassa). Il sovrano è rappresentato da un Governatore Generale.
La Camera dei rappresentanti (House of Representatives) è composta da 150 membri, ciascun deputato ("Rappresentante") rappresenta un distretto, una circoscrizione elettorale corrisponde all'incirca a 85.000 elettori. All'interno di ogni circoscrizione, gli elettori applicano il voto alternativo: indicano in quale ordine vogliono che i candidati possano diventare deputati. Il numero di deputati tuttavia non è fisso, ma varia in base alle redistribuzioni elettorali, che vengono chieste frequentemente.
Il Senato (Senate) è composto da 76 membri: 12 per ciascuno Stato e 2 per ciascun territorio. I suoi membri sono eletti con un sistema di voto proporzionale.
Le due Camere si trovano in due differenti aule del palazzo del parlamento a Capital Hill, nella città di Canberra.

## Storia

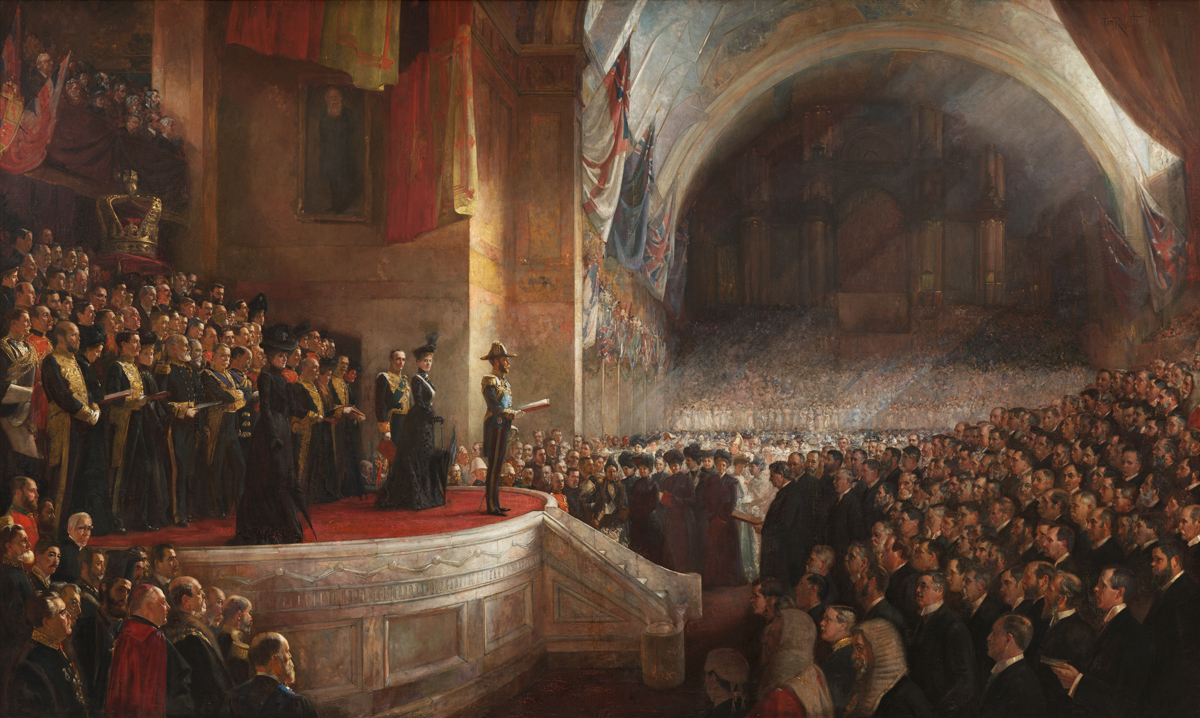
L'apertura del Parlamento Australiano, 9 maggio 1901, di Tom Roberts.

Il Parlamento del Commonwealth fu aperto ufficialmente il 9 maggio 1901 a Melbourne nel Royal Exhibition Building, l'unico edificio della città a poter ospitare i 14.000 invitati. Dal 1901 al 1927, il Parlamento si è riunito nel Parlamento dello Stato di Victoria. Il 9 maggio 1927, il Parlamento si trasferì a Canberra, la nuova Capitale, in un edificio chiamato "Old Parliament House". Prevista inizialmente come sede provvisoria, in realtà ospitò il Parlamento per più di 60 anni. Attualmente la sede permanente è sempre a Canberra, in una sede inaugurata il 9 maggio del 1988.

## Composizione
Secondo La Prima Parte della Costituzione australiana, il Re dell'Australia è uno dei tre componenti del Parlamento. Le sue funzioni sono però normalmente esercitate da un Governatore Generale, scelto dal Re su proposta del Primo Ministro. Le sue funzioni sono stabilite dalla Costituzione e dalla legislazione. Tuttavia, per convenzione costituzionale, non esercita quasi mai queste funzioni, se non su consiglio del Primo Ministro o di altri Ministri.
Il Senato ha 76 membri. Come per il Senato degli Stati Uniti, che ha fatto da modello, il numero dei Senatori è uguale per ogni Stato, indifferentemente dalla popolazione. La Costituzione prevede che il Parlamento possa stabilire il numero dei Senatori per legge, a patto che i sei Stati originari della Confederazione abbiano lo stesso numero di Senatori. Inoltre, la Costituzione stabilisce che ciascuno Stato sia rappresentato da almeno sei Senatori. Tuttavia, nessuna di queste disposizioni si applica ai nuovi Stati o Territori. In base a una legge approvata nel 1973, ci sono Senatori eletti per rappresentare i Territori (ad eccezione dell'Isola Norfolk). Attualmente, due Senatori rappresentano gli abitanti del Territorio del Nord, e delle Isole di Christmas e di Cocos. Altri due Senatori rappresentano il Territorio della Capitale e il Territorio della Baia di Jervis.
Fino al 1949, ciascuno Stato eleggeva il numero minimo di sei Senatori previsto dalla Costituzione. Nelle elezioni del 1984 fu portato a 10, e in quelle del 1984 a 12, gli stessi attualmente previsti.
Il Parlamento può stabilire il numero dei Deputati. La Costituzione prevede che il numero dei Deputati sia nella misura del possibile, il doppio dei Senatori. Il numero dei Deputati per Stato è proporzionale alla loro popolazione, tuttavia, ciascuno dei sei Stati originari del Commonwealth ha assicurati almeno cinque Deputati. La Costituzione non prevede garanzie di rappresentanza per i Territori. Il Parlamento ha dato un seggio al Territorio del Nord nel 1922 e uno al Territorio della Capitale nel 1948. Tuttavia, questi territori avevano limitati diritti di voto fino al 1968.
Tra il 1901 e il 1949 la Camera dei rappresentanti è stata composta di 74 o 75 membri. Fra il 1949 e il 1984, ha avuto tra 121 e 127 membri. Nel 1984 i membri della Camera e del Senato sono aumentati, e da allora la Camera ha avuto tra i 148 e i 150 membri.
Secondo la sezione 44 della Costituzione, i soggetti aventi cittadinanza straniera non possono sedere in nessuna delle due Camere del Parlamento. Inoltre, la Corte suprema ("L’Alta corte d'Australia") in una sentenza a seguito di un caso dibattuto nella Corte, ha stabilito che anche i cittadini del Regno Unito sono da considerarsi stranieri, nonostante il fatto che quando fu votata la Costituzione, tutti i cittadini australiani erano soggetti britannici.

## Procedure
Ciascuna delle due Camere elegge il suo presidente. Quello del Senato è chiamato President (Presidente), mentre quello della Camera Speaker. Vengono eletti a scrutinio segreto. I due presidenti sono in genere membri della maggioranza, ma devono comunque sorvegliare il dibattito e fare osservare le regole in modo imparziale.
La Costituzione consente a ciascuna Camera a stabilire il quorum minimo per affrontare i lavori. Per la Camera dei rappresentanti è fissato in un quinto dei membri totali, ovvero in 30 deputati, mentre nel Senato è un quarto dei membri totali, ovvero 19 Senatori. In teoria, se non c'è il quorum, nessuna Camera può continuare i lavori. In pratica, però, i membri presenti accettano di non verificare il quorum per poter continuare i dibattiti. Può capitare che l'opposizione chieda la verifica del quorum al fine di mettere in difficoltà il Governo o ritardare l'approvazione delle leggi. In questo caso, la maggioranza deve accertarsi che siano presenti abbastanza suoi esponenti per poter costituire il quorum.
Le due Camere possono approvare delle mozioni a voce ("vote vocal"). Il Presidente di turno pone la questione da votare e dopo avere sentito i Parlamentari dire "Aye" (Si) e "No" (No), dà il risultato del voto. L'annuncio del risultato del voto pone fine al dibattito, a meno che almeno due membri non chiedano un "divisione" o una registrazione del voto. In questo caso, si attivano gli altoparlanti per chiedere ai Parlamentari di recarsi nella sala del voto. In questo tempo, i membri che sono a favore della mozione si collocano nel lato destro della sala, mentre quelli che sono contrari si collocano nel lato sinistro. Il conteggio è fatto allora da scrutatori della maggioranza e dell'opposizione, e a seconda del risultato la mozione è approvata o bocciata.
In caso di disaccordo su una proposta di legge, la Costituzione prevede una doppia dissoluzione delle due Camere. Se dopo le nuove elezioni il conflitto perdura, il Governo può chiedere di convocare le due Camere per discutere della legge. Questa situazione si è verificata solo nel 1974.

## Funzioni
Il principale ruolo del Parlamento è quello di approvare le leggi. Ciascun membro del Parlamento può proporre un testo di legge, (a bill), ad eccezione di quelle riguardanti il budget (riduzione di spese o introduzione di nuove tasse) che possono essere presentate solo alla Camera dei rappresentanti. In pratica, la maggior parte delle leggi è proposta dal Governo. Tutti i progetti di legge devono essere approvati dalle due Camere per entrare in vigore. Il Senato ha gli stessi poteri legislativi della Camera dei rappresentanti, ad eccezione che sulle materie di budget che può solamente approvare o respingere. La formula officiale del Parlamento australiano è: Il Parlamento australiano promulga (The Parliament of Australia enacts).
Il Parlamento ha altre funzioni oltre l'approvazione delle leggi. Può discutere su provvedimenti d'urgenza o di argomenti di importanza pubblica. Questo rappresenta un forum sugli argomenti di politica pubblica. I suoi membri possono proporre mozioni di censura contro il Governo o contro un singolo ministro. Nella maggior parte dei giorni nelle due Camere c'è il "Question Time", in cui i Parlamentari pongono delle domande ai Ministri. I Parlamentari possono anche presentare delle petizioni firmate dai propri elettori.
Le due Camere hanno anche una biblioteca ed un vasto sistema di comitati dove si discute dei progetti di legge, delle inchieste parlamentari o si usano consulenze esterne.

## Relazioni con il Governo
Un Ministro non è tenuto ad essere un membro dell'una o dell'altra Camera al momento della sua nomina, ma è privato delle sue funzioni se non ne farà parte entro tre mesi.
Questa misura fu introdotta nella Costituzione, per permettere ai Ministri del primo Capo di Governo dell'Australia, il Liberale Edmund Barton di essere nominati il 1º gennaio del 1901, nonostante le elezioni federali fossero previste per il 29 e il 30 marzo.
La situazione si è ripetuta quando il Primo Ministro Liberale Harold Holt fu disperso in mare, probabilmente annegato, il 17 dicembre 1967. Il Partito Liberale scelse il Senatore John Gorton come nuovo leader e venne nominato Primo Ministro il 10 gennaio 1968. Il 1º febbraio, Gorton si dimise da Senatore per potersi candidare alle elezioni parziali in un'altra circoscrizione. Per 24 giorni, fu Primo Ministro pur non essendo Parlamentare.

## Privilegi
I membri del Parlamento Australiano non godono di immunità legale: possono essere arrestati e giudicati per qualsiasi tipo di reato. Beneficiano però di un "privilegio parlamentare": non possono essere inquisiti per ciò che dicono dei loro colleghi del Parlamento o di qualcuno esterno ad esso. Questo privilegio si applica anche alle proposte tenute all'interno del Parlamento comunicate ai media. Le commissioni d'inchiesta parlamentare sono coperte dallo stesso privilegio con chiunque vengano a contatto, e questo privilegio riguarda anche i testimoni ascoltati dalle commissioni.
In conformità con il Sistema Westminster della sovranità del Parlamento, anche in Australia c'è un reato chiamato contempt of Parliament (oltraggio al Parlamento): se una persona parla o agisce in maniera sdegnosa del Parlamento, può essere inquisita e, se riconosciuta colpevole, incarcerata. Il Parlamento ha il diritto di giudicare su questi casi, ma ora questo diritto è stato trasferito ai tribunali.